# Luffia lapidella
Luffia lapidella là một loài bướm đêm thuộc họ Psychidae. Nó được tìm thấy ở châu Âu bao gồm The Netherlands và Bỉ.
Con trưởng thành bay từ tháng 6 đến tháng 7 tùy theo địa điểm. Females are wingless và unable to fly.
Ấu trùng ăn algae và lichen.